# Cassia spectabilis
Cassia spectabilis é uma árvore da família das fabáceas, sub-família Caesalpinioideae, conhecida por diverosos nomes vulgares como Cássia, Cássia-do-nordeste, Cássia-macranta, Cássia-macrantera, Fedegoso, Fedegoso do Rio, Macrantera, Habú, Mwenu, Mhomba, ou Scented Shower (em língua inglesa).
É uma árvore de crescimento rápido, que atinge um porte de 4 metros de altura, para 4 metros de diâmetro da copa arredondada. As folhas são pequenas e caducas. A floração decorre entre março a abril e origina flores de cor amarela. A frutificação é do tipo vagem e decorre de abril a maio. É uma planta com origem no Brasil.
Propagação:
Sinonímia botânica: Cassia carnaval Speg., Cassia humboldtiana DC., Cassia macranthera DC.; Cassia macranthera Colladon, Cassia micans  Nees, Cassia multiflora Vogel, Cassia spectabilis DC., Cassia monaden Vell. Conc., Chamaefistula speciosa G.Don, Cassia prominens G. Don, Pseudocassia spectabilis (DC.) Britton & Rose, Senna macranthera (Colladon) Irwin & Barneby, Senna macranthera (Colladon) H. Irwin & Barneby Var. micans (Nees) Irwin & Barneby, Senna spectabilis (DC.) Irwin & Barneby.

### Fotos
- «Manduirana». Atlas Ambiental do Município de São Paulo.